# Camille Aguilar
Pour les articles homonymes, voir Aguilar.
Camille Aguilar, née en 1996 de parents espagnols, est une actrice franco-espagnole.

## Biographie
Depuis son plus jeune âge, Camille Aguilar, veut devenir comédienne. Après avoir obtenu le baccalauréat et s'être inscrite à l'université, elle abandonne ses études et suit des cours à l'école de théâtre l'Entrée des Artistes. Elle débute sur les planches, dans une pièce de Molière : Le Médecin malgré lui. En 2014, elle décroche son premier rôle à la télévision dans la série Falco,  diffusée sur TF1.

## Filmographie

### Télévision
- 2015 : Le Sang de la vigne : Lola (1 épisode)
- 2015 : Falco : Julie (1 épisode)
- 2016 : Léo Matteï, Brigade des mineurs : Zoe (1 épisode)
- 2016 : Elles... Les Filles du Plessis : Jacqueline
- 2016 : Like Me : Lola (1 épisode)
- 2016 : Joséphine, ange gardien : Hélène Verdier (1 épisode)
- 2016 : Camping Paradis : Camille (1 épisode)
- 2016 : Profilage : Anaïs Berard (1 épisode)
- 2017 : Nina : Julie Garcin
- 2017 : L'Art du crime : Karine Pailleux (1 épisode)
- 2017 : Section de recherches (1 épisode) : Julia, la jeune fille tuée dans la piscine sur son lieu de travail
- 2017 : Munch : Sonia Ricoeur (1 épisode)
- 2017-2019 : Zone Blanche : Cora Weiss
- 2018 : Les Secrets : Lili Aguze
- 2018 : Deux gouttes d'eau : Laura Peretti
- 2018 : Le Jour où j'ai brûlé mon cœur : Camille Destin
- 2019 : Le Premier oublié : Lucie
- 2020 : De l'autre côté : Cécile Manneville (1 épisode)
- 2020 : Mongeville : Émilie Demorris/Elmire
- 2020 : Grand Hôtel : Jeanne
- 2020 : Meurtres à Toulouse : Cécile Gimet[3]
- 2021 : La Mort est dans le pré, téléfilm d'Olivier Langlois : Gwenaelle Martin
- 2021 : HPI : Mathilde Levasseur
- 2022 : Et toi, c'est pour quand ? : Sidonie
- 2023 : À l'instinct de Myriam Vinocour : Nicole
- 2025 : Meurtres en dentelles d'Adeline Darraux : Lola Duprat
- 2025 : Meurtres à Concarneau d'Adeline Darraux : Clara Vernon

### Cinéma

#### Longs métrages
- 2015 : Le ciel attendra de Marie-Castille Mention-Schaar
- 2018 : Ma fille de Naidra Ayadi
- 2020 : Papi Sitter de Philippe Guillard : Camille Morales
- 2021 : Cerdita  de Carlota Martínez-Pereda
- 2023 : Pour l'honneur de Philippe Guillard

#### Courts métrages
- 2016 : Retrosexe
- 2018 : Buscándote
- 2019 : Se faire larguer, et recommencer (Prune)

### Publicité
- 2019 : SNCF – TGV Inoui - L'examen

### Doublage
- 2019-2022 : Four More Shots Please! : voix additionnelles[4]

## Théâtre
- 2013 : Le Médecin Malgré Lui[5]
- 2014 : Les Caprices de Marianne
- 2016 : Garde alternée
- 2021 : Times Square de Clément Koch, mise en scène José Paul, Théâtre Montparnasse (captation pour France 2)